# Ernst Henke (Theologe)

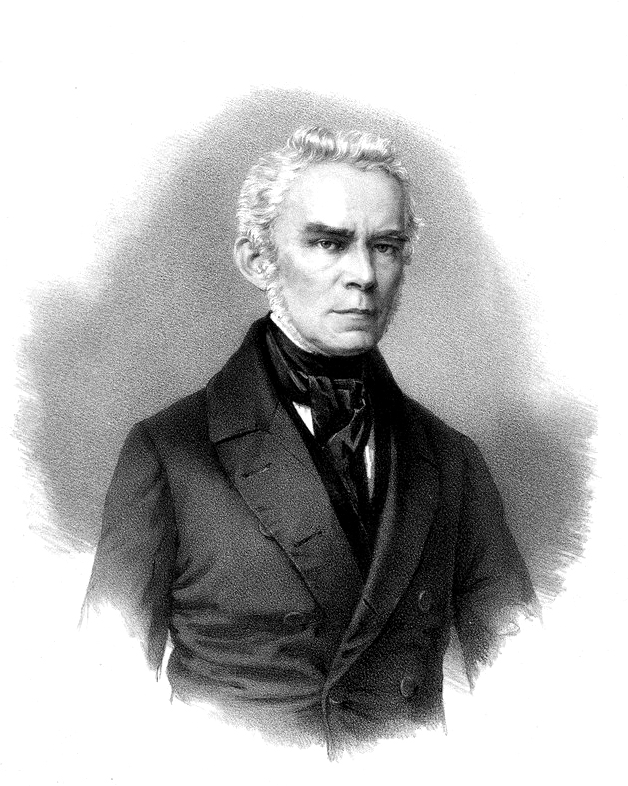
Ernst Ludwig Theodor Henke

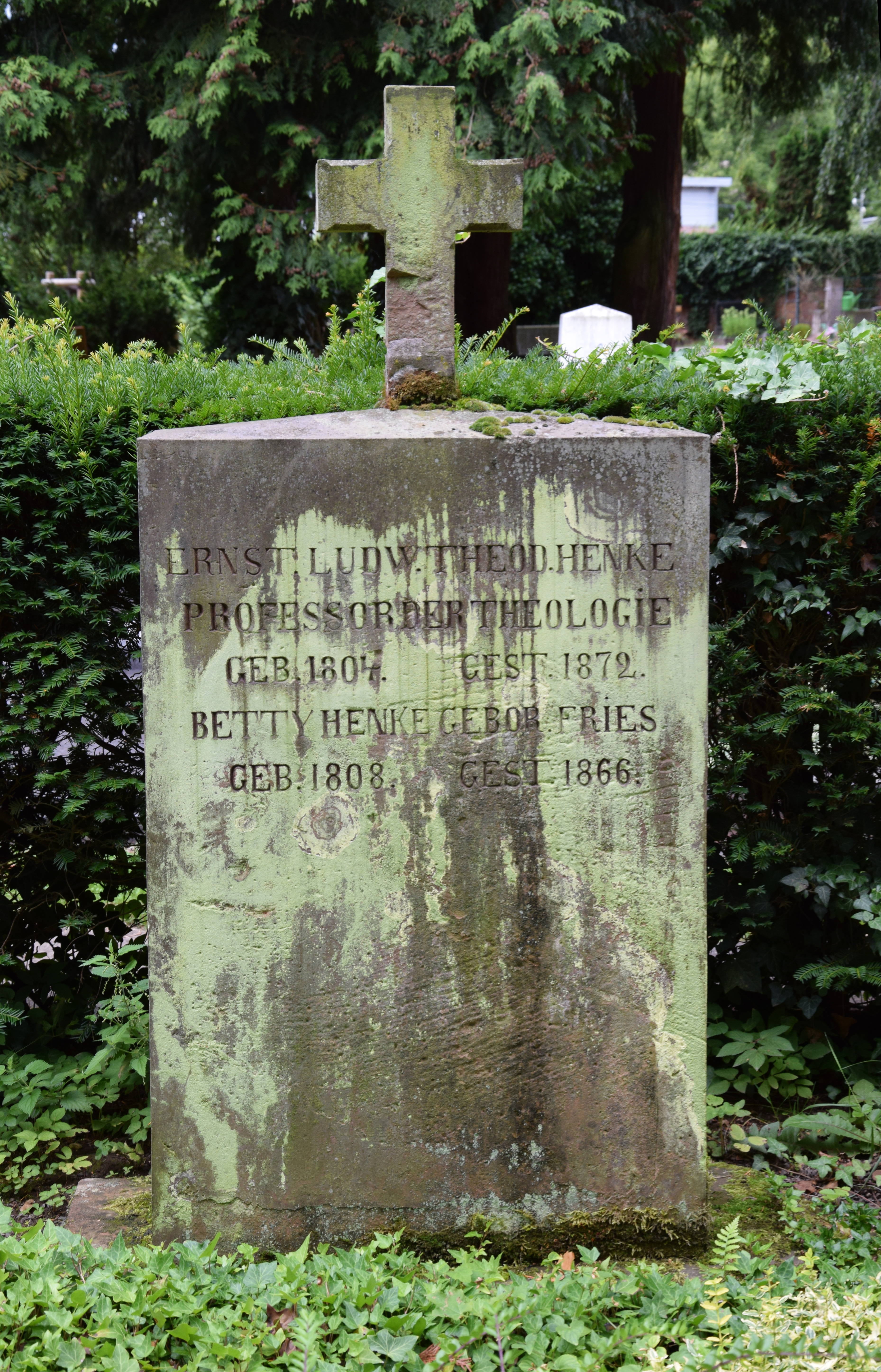
Henkes Grab auf dem Marburger Hauptfriedhof

Ernst Ludwig Theodor Henke (* 22. Februar 1804 in Helmstedt; † 1. Dezember 1872 in Marburg) war ein deutscher Theologe.

## Leben
Henke war der jüngste Sohn des Kirchenhistorikers Heinrich Henke. Nach dem frühen Tod des Vaters nahmen sich dessen Schüler und Biographen, Bollmann und Wolff, beide Lehrer am Helmstedter Pädagogium, des lebendigen und begabten Knaben an, bis er 1817 das Gymnasium seiner Vaterstadt und 1820 das Collegium Carolinum in Braunschweig bezog. Ab Ostern 1822 studierte er an der Georg-August-Universität Göttingen fünf Semester Evangelische Theologie und Philosophie. Er schloss sich Gottlieb Jakob Planck und Bouterwek an und erfuhr den fördernden Einfluss der Predigten des Superintendenten Christian Friedrich Ruperti (1765–1836). Er wurde 1822 Mitglied des Corps Brunsviga Göttingen. An der Universität Jena schloss er sich 1824 der Burschenschaft an. Seine akademischen Lehrer waren seit Herbst 1824 vorzugsweise Jakob Friedrich Fries und Ludwig Friedrich Otto Baumgarten-Crusius. Der Promotion zum Doktor der Philosophie im März 1826 folgte schon im folgenden Jahre die theologische Habilitation über Barnabas (Apostel). Bereits 1828 wurde er als Professor an das Collegium Carolinum zu Braunschweig berufen. Dort hielt er Vorlesungen  über theologische Enzyklopädie, Kirchengeschichte, Altes und Neues Testament sowie über Logik und Geschichte der Philosophie. Nachdem er Anfang 1833 einen vierteljährigen Urlaub dafür genutzt hatte, Friedrich Schleiermacher und August Neander an der  Friedrich-Wilhelms-Universität zu Berlin zu hören, ging er im Herbst als a.o. Professor für Kirchengeschichte und Exegese nach Jena, wo er in Betty Fries, der Tochter seines alten Lehrers und Freundes, die Lebensgefährtin fand. Drei Jahre später kehrte er als Konsistorialrat und Direktor des Predigerseminars von Wolfenbüttel in die Heimat zurück. Zwar bot ihm die letztere Stellung aufs Neue die erwünschte Gelegenheit exegetische Vorlesungen zu halten, die praktischen Übungen der Kandidaten zu leiten und zuweilen zu predigen; aber die kirchenregimentlichen Verwaltungsgeschäfte des Konsistoriums bildeten eine drückende Last.
So erschien ihm die Berufung zum o. Professor der Theologie an der Philipps-Universität Marburg wie eine Befreiung, obwohl sie ihn aufs Neue und endgültig von der Heimat trennte. Denn vom Herbst 1839 hat Henke der hessischen Landesuniversität ununterbrochen 33 Jahre lang, also fast die Hälfte seines Lebens, angehört. Neben der Kirchengeschichte, die er anfangs neben Friedrich Wilhelm Rettberg, seit dessen Tode allein und zwar in dreisemestrigem Turnus vortrug, behielt er dauernd die Homiletik und Liturgik und die Einleitung in das theologische Studium als Lehrgegenstände bei. Neben der homiletischen Sozietät leitete er seit Hermann Hupfelds Weggang im Jahre 1843 als Ephorus noch die Hessische Stipendiatenanstalt und war seit 1846 zweiter, seit 1848 erster Universitätsbibliothekar. 1845/46 amtierte er als Rektor der Universität.
Ein Sohn war der Anatom Wilhelm von Henke.

## Werke
- Georg Calixtus und seine Zeit. Verlag der Buchhandlung des Waisenhauses, Halle/S. 1853–1860.

- Ergebnisse und Gleichnisse. Barth, Leipzig 1874.

- Neuere Kirchengeschichte. Nachgelassene Vorlesungen. Drei Bände. Niemeyer, Halle/S. 1874–1880.

- Nachgelassene Vorlesungen über Liturgik und Homiletik. Lippert, Halle/S. 1876.

- Jakob Friedrich Fries. Berlin 1937 (2. Auflage).
- Georg Calixtus’ Briefwechsel. In einer Auswahl von Wolfenbüttelschen Handschriften. Ann Arbor 1980 (Nachdruck).
- Petri Abaelardi sic et non. Primum integrum ediderunt. Frankfurt 1981 (Nachdruck).